# Liste der Kulturdenkmäler in Bad Hönningen
In der Liste der Kulturdenkmäler in Bad Hönningen sind alle Kulturdenkmäler der rheinland-pfälzischen Stadt Bad Hönningen einschließlich der Stadtteile Ariendorf und Girgenrath aufgeführt. Grundlage ist die Denkmalliste des Landes Rheinland-Pfalz (Stand: 9. Februar 2023).

## Denkmalzonen
| Bezeichnung                       | Lage                                                                      | Baujahr                 | Beschreibung | Bild            |
| --------------------------------- | ------------------------------------------------------------------------- | ----------------------- | --- | --------------- |
| Denkmalzone Ortskern Ariendorf    | Ariendorf, Ariendorfer Straße 10, 13, 14, 17, 19, Bergstraße 2 Lage       | 18. und 19. Jahrhundert | südlich an die Burg anschließendes charakteristisches Straßenbild aus Kapelle und mehreren Fachwerkanwesen des 18. und 19. Jahrhunderts | Fotos hochladen |
| Denkmalzone Ariendorfer Rheinufer | Ariendorf, Rheintalstraße 2 und 5, Ariendorfer Straße 4 (nur Altbau) Lage | 18. Jahrhundert         | drei stattliche Anwesen des 18. Jahrhunderts mit repräsentativen Fachwerkwohnhäusern                                                    | Fotos hochladen |

## Einzeldenkmäler
| Bezeichnung                                | Lage                                                    | Baujahr                             | Beschreibung | Bild                           |
| ------------------------------------------ | ------------------------------------------------------- | ----------------------------------- | --- | ------------------------------ |
| Hofanlage                                  | Ariendorf, Ariendorfer Straße 4 Lage                    | 1746                                | stattliches zweiflügliges Anwesen; Fachwerkbau, angeblich von 1746, Querflügel wohl etwas jünger | Fotos hochladen                |
| Hofanlage                                  | Ariendorf, Ariendorfer Straße 17 Lage                   | 18. Jahrhundert                     | Winkelhof; Fachwerkhaus, 18. Jahrhundert, Fachwerk-Wirtschaftsteil wohl etwas jünger | BW                             |
| Katholische Kapelle St. Johann Baptist     | Ariendorf, Ariendorfer Straße, gegenüber Nr. 17 Lage    | 1712                                | kleiner Saalbau, 1712 | weitere Bilder Fotos hochladen |
| Burg Ariendorf                             | Ariendorf, Ariendorfer Straße 18, Rheintalstraße 6 Lage | 1840er Jahre                        | gotisierender Bau, 1840er Jahre, wohl unter Verwendung älterer Bauteile, Architekt Ernst Friedrich Zwirner | weitere Bilder Fotos hochladen |
| Wohnhaus                                   | Ariendorf, Ariendorfer Straße 19 Lage                   | 1710                                | stattliches Fachwerkhaus, bezeichnet 1710 | BW                             |
| Wohnhaus                                   | Ariendorf, Ariendorfer Straße 21 Lage                   | 18. Jahrhundert                     | schmales Fachwerkhaus, 18. Jahrhundert | BW                             |
| Wohnhaus                                   | Ariendorf, Bergstraße 3 Lage                            | 18. Jahrhundert                     | Fachwerkhaus, 18. Jahrhundert | BW                             |
| Kriegerdenkmal                             | Ariendorf, Bergstraße, bei Nr. 6 Lage                   | um 1920                             | Kriegerdenkmal 1914/18 | Fotos hochladen                |
| Wohnhaus                                   | Ariendorf, Rheintalstraße 2 Lage                        | 1763                                | stattliches Fachwerkhaus, Mansarddach, angeblich von 1763 | Fotos hochladen                |
| Pegelturm                                  | Ariendorf, nordwestlich des Ortes an der B 42 Lage      | 1900                                | kleiner runder Turm, Kegeldach, bezeichnet 1900 | Fotos hochladen                |
| Wasserturm                                 | Bad Hönningen, Am Güterbahnhof Lage                     | um 1920/30                          | Wasserturm (?) der Kali-Werke, Backsteinturm auf quadratischem Grundriss, um 1920/30 | Fotos hochladen                |
| Wegekreuz und Kriegerdenkmal               | Bad Hönningen, Am Paffelter, auf dem Friedhof Lage      | 1704 und 1939                       | Wegekreuz, barock, bezeichnet 1704; Kriegerdenkmal 1914/18, bezeichnet 1939 | BW                             |
| Wohnhaus                                   | Bad Hönningen, Auf dem Plänzer 2 Lage                   | um 1920/30                          | Wohnhaus; repräsentativer Putzbau, expressionistisch beeinflusste Reformarchitektur, um 1920/30 | BW                             |
| Wohnhaus                                   | Bad Hönningen, Hauptstraße 44 Lage                      | um 1905                             | dreigeschossiges Wohnhaus, Mittelerker, Jugendstildekor, um 1905 | Fotos hochladen                |
| Wohnhaus                                   | Bad Hönningen, Hauptstraße 46 Lage                      | um 1900                             | Wohnhaus; repräsentativer Putzbau, viergeschossiger Eckturm mit Fachwerkobergeschoss, um 1900 | Fotos hochladen                |
| Wohnhaus                                   | Bad Hönningen, Hauptstraße 74a Lage                     | um 1900                             | repräsentatives Wohnhaus, Neurenaissance, um 1900 | Fotos hochladen                |
| Wohn- und Geschäftshaus                    | Bad Hönningen, Hauptstraße 130 Lage                     |                                     | Wohn- und Geschäftshaus; Fachwerkbau, teilweise massiv, Mansarddach | Fotos hochladen                |
| Tempelhof                                  | Bad Hönningen, Hauptstraße 145 Lage                     | 1741                                | Mansarddachbau, 1741, im 19. Jahrhundert überformt, polygonaler Kapellenanbau, bezeichnet 1569; Scheune, 1765 | Fotos hochladen                |
| Hohes Haus                                 | Bad Hönningen, Hauptstraße 162 Lage                     | 14. oder 15. Jahrhundert            | ehemaliger Wohnturm; dreigeschossiger Putzbau, im Kern aus dem 14. oder 15. Jahrhundert | weitere Bilder Fotos hochladen |
| Wohnhaus                                   | Bad Hönningen, Hellingsgasse 8 Lage                     | 1725                                | stattlicher barocker Mansarddachbau, bezeichnet 1725 | BW                             |
| Wohnhaus                                   | Bad Hönningen, Hofstraße 6 Lage                         | 17. Jahrhundert                     | stattliches Fachwerkhaus, teilweise massiv, 17. Jahrhundert | BW                             |
| Katholische Pfarrkirche St. Peter und Paul | Bad Hönningen, Kirchstraße Lage                         | 1718–20                             | ursprünglich ein barocker Saalbau, 1718–20, Ostturm 1788, Erweiterung mit Seitenschiffen und Querschiff, 1919/20 | weitere Bilder Fotos hochladen |
| Wohnhaus                                   | Bad Hönningen, Kirchstraße 7 Lage                       | 18. Jahrhundert                     | von einem Wohngebäude des 18. Jahrhunderts ein tonnengewölbter Keller sowie das Mauerwerk des Erd- und erstes Obergeschosses erhalten | BW                             |
| Wohnhaus                                   | Bad Hönningen, Kreuzgasse 2 Lage                        | 1748                                | kleines Fachwerkhaus, bezeichnet 1748 | BW                             |
| Haus Lacher                                | Bad Hönningen, Marktstraße 8 Lage                       | erste Hälfte des 18. Jahrhunderts   | ehemaliger Freiadelshof; Fachwerkhaus, Mansarddach, erste Hälfte des 18. Jahrhunderts | BW                             |
| Burghaus                                   | Bad Hönningen, Marktstraße 12 Lage                      | erstes Viertel des 17. Jahrhunderts | Burghaus; stattlicher Putzbau, erstes Viertel des 17. Jahrhunderts | Fotos hochladen                |
| Wegekreuz                                  | Bad Hönningen, Melkenweg, vor Nr. 1 Lage                | 1630                                | Balkenkreuz, bezeichnet 1630 | Fotos hochladen                |
| Haus Gerolstein                            | Bad Hönningen, Neustraße 20 Lage                        | erste Hälfte des 17. Jahrhunderts   | Fachwerkhaus, erste Hälfte des 17. Jahrhunderts | Fotos hochladen                |
| Wohnhaus                                   | Bad Hönningen, Neustraße 52 Lage                        |                                     | dreigeschossiger Putzbau | BW                             |
| Wohn- und Gasthaus                         | Bad Hönningen, Schmiedgasse 7 Lage                      | 1610                                | Wohn- und Gasthaus; Fachwerkbau, teilweise massiv, bezeichnet 1610; Querflügel, bezeichnet 1620 | BW                             |
| Mönchshof                                  | Bad Hönningen, Waldbreitbacher Straße 90 Lage           | 18. Jahrhundert                     | stattlicher barocker Krüppelwalmdachbau, 18. Jahrhundert, die Anlage im Kern älter; profanierte Kapelle | Fotos hochladen                |
| Schloss Arenfels                           | Bad Hönningen, nördlich der Stadt (Schloßweg) Lage      | vor 1259                            | mittelalterliche Burg, vor 1259, im Kern erhalten, ab dem 16. Jahrhundert zum offenen Schloss umgebaut, 1849–55 romantisch gotisiert, Architekt Ernst Friedrich Zwirner; Gesamtanlage mit Schlossberg und Schlossgarten, Wandbrunnen von 1677, ehemaligem Kavaliershaus Belhombre, Fachwerkbau, um 1800, eisernem Laubengang zur waldartigen Anlage sowie neugotischem Bedienstetenwohnhaus (Schloßweg 3) | weitere Bilder Fotos hochladen |
| Hof Homborn                                | Bad Hönningen, nördlich der Stadt Lage                  | Mitte des 19. Jahrhunderts          | stattliche Hofanlage; repräsentativer Bruchsteinbau, wohl aus der Mitte des 19. Jahrhunderts, Backstein-Dachgeschoss wohl vom Ende des 19. Jahrhunderts, Bruchstein-Wirtschaftsgebäude, erste Hälfte oder Mitte des 19. Jahrhunderts | BW                             |
| Kapelle                                    | Girgenrath, gegenüber Nr. 2 Lage                        | zweite Hälfte des 19. Jahrhunderts  | Kapelle, Putzbau, zweite Hälfte des 19. Jahrhunderts | BW                             |
| Hofanlage                                  | Girgenrath, Nr. 8 Lage                                  | erste Hälfte des 19. Jahrhunderts   | Fachwerkhaus, erste Hälfte des 19. Jahrhunderts; Gesamtanlage mit Fachwerkscheune, um 1900 | BW                             |

## Ehemalige Kulturdenkmäler
| Bezeichnung | Lage                               | Baujahr                   | Beschreibung                                                                           | Bild |
| ----------- | ---------------------------------- | ------------------------- | -------------------------------------------------------------------------------------- | ---- |
| Villa       | Bad Hönningen, Hauptstraße 82 Lage | Ende des 19. Jahrhunderts | repräsentative Mansarddach-Villa, Ende des 19. Jahrhunderts; aus Denkmalliste gelöscht | BW   |